# Lobulia alpina
Lobulia alpina is een hagedissensoort uit de familie van de skinken (Scincidae).

## Naam
De wetenschappelijke naam van de soort werd voor het eerst voorgesteld door Allen E. Greer, Allen Allison en Harold George Cogger in 2005. De soortaanduiding alpina betekent vrij vertaald 'van de Alpen'.

## Verspreiding en habitat
De soort werd ontdekt in de bergen van de provincie Central in  Papoea-Nieuw-Guinea, meer bepaald in de Murray Pass en op Mount Albert Edward, beide in de Wharton-bergketen, op een hoogte van 2700 tot 3000 meter boven zeeniveau.

## Beschermingsstatus
Door de internationale natuurbeschermingsorganisatie IUCN is de beschermingsstatus 'veilig' toegewezen (Least Concern of LC).